# ASP World Tour 2012

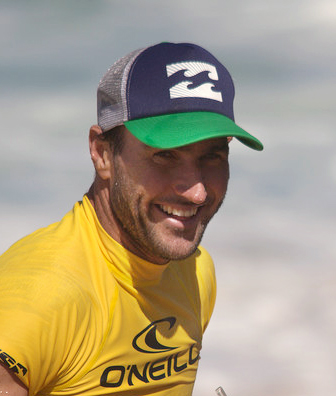
Joël Parkinson, champion du monde 2012, son premier titre.

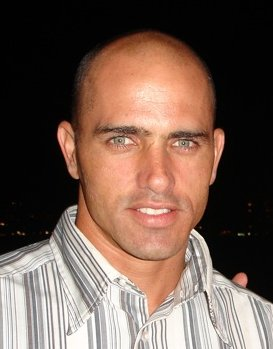
Kelly Slater, champion du monde en titre, termine 2e du championnat.

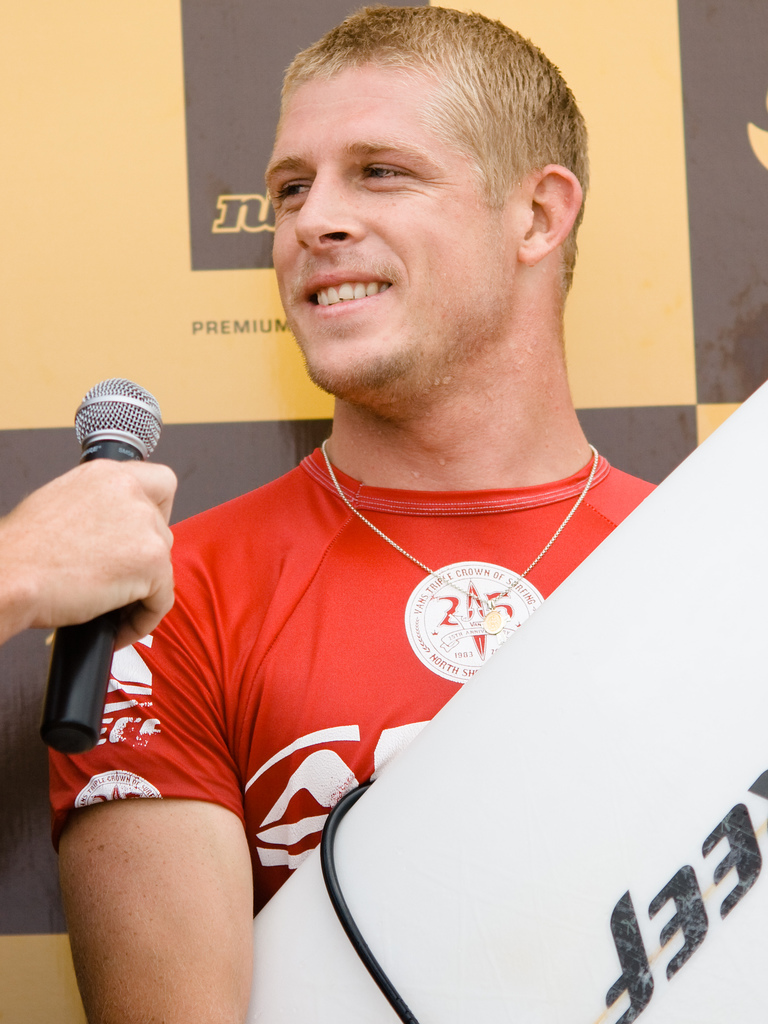
Mick Fanning, champion 2007 et 2009, termine quant à lui 3e du championnat.

L'ASP World Tour 2012 est un circuit professionnel de surf organisé par l'Association des surfeurs professionnels et qui sert de championnat du monde pour la discipline en 2012. Il s'agit de la trente-septième édition de l'ASP World Tour, qui se tient tous les ans. Il se déroule en plusieurs étapes dispersées à travers le monde entre février et décembre 2012.

## Surfeurs

### Top 34
Les surfeurs du top 34 (leur classement l'année dernière est indiqué entre parenthèses) :
- États-Unis (9) : Kelly Slater (1er), Damien Hobgood (13e), Brett Simpson (19e), Kolohe Andino, Patrick Gudauskas (33e), Taylor Knox (21e), C.J. Hobgood (31e), Dusty Payne (32e) et John John Florence (34e).
- Australie (13) : Joel Parkinson (2e), Taj Burrow (4e), Owen Wright (3e), Julian Wilson (9e), Josh Kerr (8e), Mick Fanning (11e), Adrian Buchan (16e ex æquo), Bede Durbidge (16e), Adam Melling (26e), Matt Wilkinson (20e), Kieren Perrow (15e), Kai Otton (26e) et Yadin Nicol.
- Polynésie française (1) : Michel Bourez (6e).
- Brésil (7) : Adriano de Souza (5e), Gabriel Medina (12e), Alejo Muniz (10e), Heitor Alves (18e), Miguel Pupo (36e), Raoni Monteiro (29e) et Jadson Andre (22e).
- Afrique du Sud (2) : Jordy Smith (7e) et Travis Logie (30e)
- France (1) : Jérémy Florès (13e).
- Portugal (1) : Tiago Pires (23e).

### Remplaçants
En cas d'absence d'un des surfeurs du Top 34, un remplaçant peut être appelé (leur classement 2011 entre parenthèses) :
- Choix n° 1 : Frederick Patacchia (24e) ( États-Unis)
- Choix n° 2 : William Cardoso ( Brésil)
- Choix n° 3 : Chris Davidson (25e) ( Australie)
- Choix n° 4 : Thiago Camarao ( Brésil)

Au cours de chaque épreuve, deux places restent à pourvoir. Soit un surfeur, souvent local mais pas forcément, bénéficie d'une wildcard, et l'autre place est attribuée au vainqueur d'une épreuve de qualification précédent l'épreuve World Tour, soit les deux places peuvent être attribuées toutes les deux par wild card, ou à l'issue d'une épreuve de qualification.

### Favoris
On peut citer notamment comme valeurs sures : l'américain Kelly Slater (onze fois champion du monde), les australiens Joel Parkinson (six fois dans le top 4 du championnat), Mick Fanning (deux fois champion) et Taj Burrow (neuf fois dans le top 4) ainsi que le brésilien Adriano de Souza (quatre fois dans le top 10).
Comme valeurs montantes, on peut citer : les australiens Owen Wright (3e en 2011) et Josh Kerr (8e en 2011), le brésilien Gabriel Medina (vainqueur de deux épreuves en 2011 à 17 ans), le sud-africain Jordy Smith (vice-champion en 2010), le tahitien Michel Bourez (6e du championnat et 2e de la Triple Couronne en 2011) ou encore l'hawaïen John John Florence (vainqueur de la Triple Couronne 2011).

## Calendrier
| Compétition                | Site                         | Pays ou territoire  | Date                      | Vainqueur          |
| -------------------------- | ---------------------------- | ------------------- | ------------------------- | ------------------ |
| Quiksilver Pro Gold Coast  | Gold Coast, VIC              | Australie           | 25 février-7 mars         | Taj Burrow         |
| Rip Curl Pro Surf          | Bells Beach, QLD             | Australie           | 3 avril-14 avril          | Mick Fanning       |
| Billabong Rio Pro          | Rio de Janeiro               | Brésil              | 9 mai-20 mai              | John John Florence |
| Volcom Fiji Pro            | Tavarua/Namotu               | Fidji               | 3 juin-15 juin            | Kelly Slater       |
| Billabong Pro Teahupoo     | Teahupoo                     | Polynésie française | 16 août-27 août           | Mick Fanning       |
| Hurley Pro                 | Trestles, CA                 | États-Unis          | 16 septembre-22 septembre | Kelly Slater       |
| Quiksilver Pro France      | Seignosse-Hossegor-Capbreton | France              | 28 septembre-8 octobre    | Kelly Slater       |
| Rip Curl Pro Portugal      | Peniche                      | Portugal            | 10 octobre-21 octobre     | Julian Wilson      |
| O'Neill Coldwater Classic  | Santa Cruz, CA               | États-Unis          | 2 novembre-12 novembre    | Taj Burrow         |
| Billabong Pipeline Masters | Banzai Pipeline, Hawai       | États-Unis          | 8 décembre-20 décembre    | Joël Parkinson     |

## Classement
Le classement final ne prend en compte que les 8 meilleurs résultats (sur 10 épreuves) de chaque surfeur.
Classement final :
| Place | Nom                | Pays       | Points |
| ----- | ------------------ | ---------- | ------ |
| 1     | Joël Parkinson     | Australie  | 58 700 |
| 2     | Kelly Slater       | États-Unis | 55 450 |
| 3     | Mick Fanning       | Australie  | 47 000 |
| 4     | John John Florence | États-Unis | 44 350 |
| 5     | Adriano de Souza   | Brésil     | 42 350 |
| 6     | Taj Burrow         | Australie  | 41 900 |
| 7     | Gabriel Medina     | Brésil     | 41 350 |
| 8     | Josh Kerr          | Australie  | 38 900 |
| 9     | Julian Wilson      | Australie  | 35 900 |
| 10    | Owen Wright        | Australie  | 33 600 |
| 10    | Jérémy Florès      | France     | 33 600 |

Source